# Cape Parry

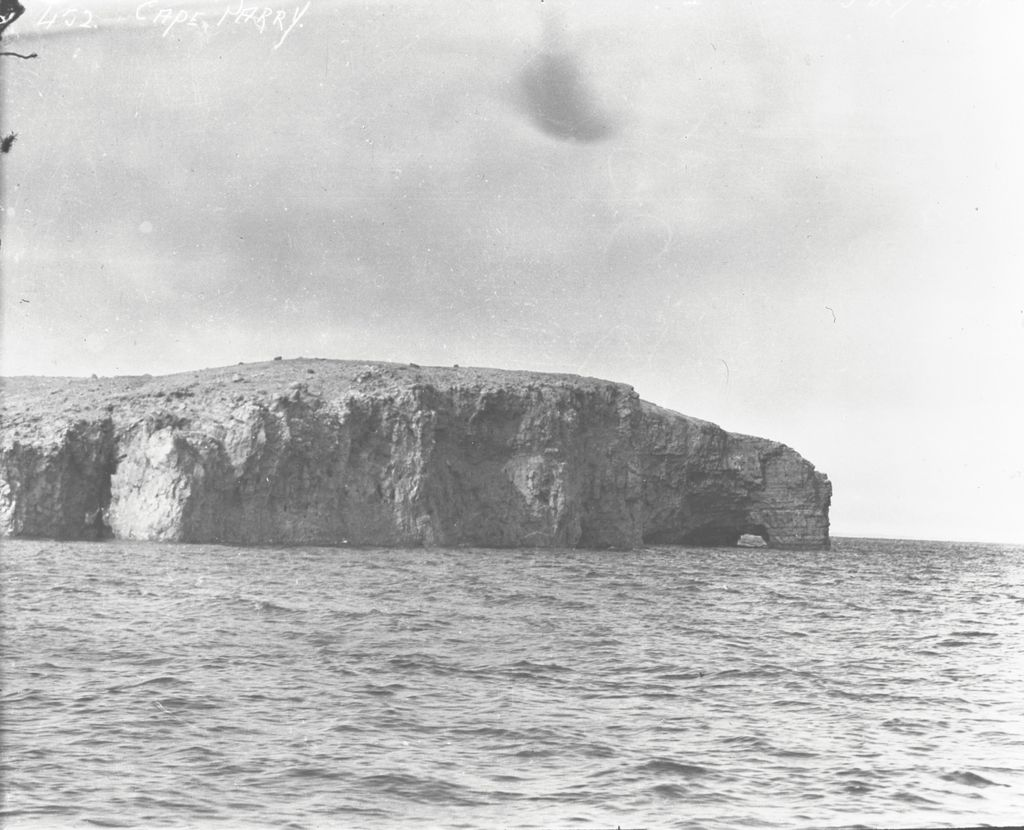
Sicht auf das Cape Parry im Juli 1916

Cape Parry ist eine Landzunge in den kanadischen Nordwest-Territorien. Sie liegt an der Nordspitze der Parry-Halbinsel und ragt in den Amundsen-Golf hinein. Die nächstgelegene Siedlung ist Paulatuk, 100 km südlich, und Fidschi, 9 km westlich. Cape Parry war früher über den Flughafen Cape Parry erreichbar, der an der Distant Early Warning Line lag. Nach der Schließung der DEW-Linie wurde der Flughafen als verlassen eingestuft.

## Name
Der Ort ist nach dem Arktisforscher William Edward Parry benannt.

## Geschichte
Zwischen den 1950er und 1980er Jahren befand sich südlich von Police Point, der Westspitze des Kaps, eine Station der Distant Early Warning Line. Zwischen 1969 und 1982 wurden am Cape Parry 18 Höhenforschungsraketen gestartet.

## Geografie
Cape Parry ist ein dreizackiger Felsvorsprung an der Küste. Die Kalksteinformation erhebt sich 20 m über den Meeresspiegel. Die  Küstenstrände bestehen aus Sand und Kies und bilden Buchten und Meeresarme. Zu beiden Seiten der schmalen Landenge, die Cape Parry mit der Parry-Halbinsel verbindet, liegen die Tyne Bay im Westen und die Gillet Bay im Osten.

## Klima
Die Tiefsttemperatur beträgt −47,2 °C, die absolute Höchsttemperatur 23,9 °C. Die jährliche Schneefallmenge beträgt 116,0 cm. Obwohl die bemannte Wetterstation nicht mehr in Betrieb ist, gibt es am Standort eine automatische Wetterstation (CZCP).

## Flora und Fauna
Außer in den tiefer gelegenen Feuchtgebieten gibt es sehr wenig Vegetation.
Belugawale, Grönlandwale, Bartrobben, Ringelrobben sowie Rentiere, Grizzlybären und Eisbären kommen häufig in diesem Gebiet vor. 
Auf dem Kap gibt es national bedeutende Populationen von Eiderenten, Eismöwen, Prachteiderenten, Eisenten und Gelbschnabeltauchern. Es ist zudem einer von nur zwei Orten in der westlichen Arktis, an denen Gryllteisten brüten.

## Schutzgebiete
Das Kap ist ein wichtiges Vogelschutzgebiet.